# Judenburger Kreis

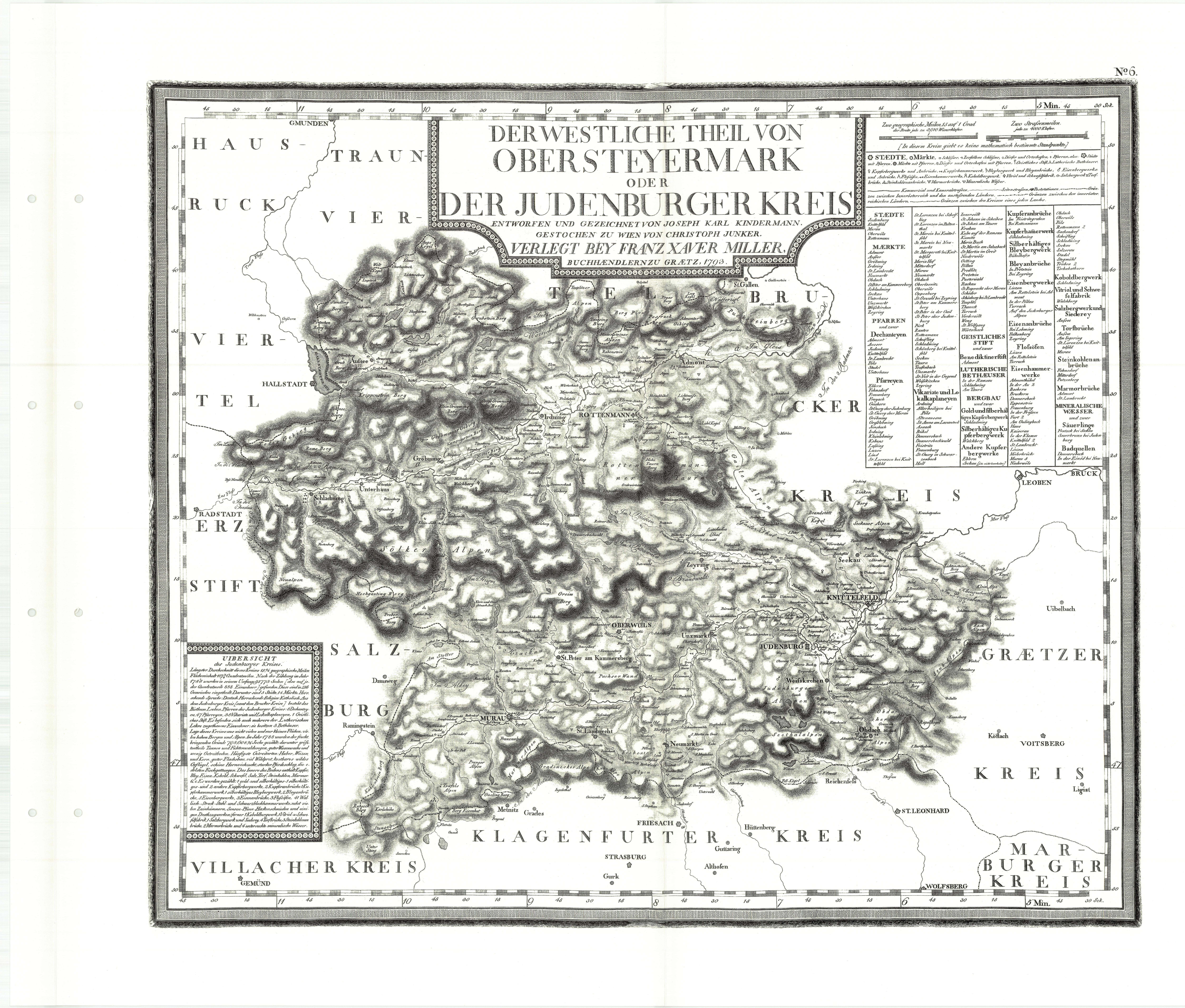
Der Judenburger Kreis Ende des 18. Jahrhunderts, mit Kurzbeschreibung

Der Judenburger Kreis war eine Verwaltungseinheit des Herzogtums Steiermark in Innerösterreich. Er wurde auch als westlicher Teil der Obersteiermark bezeichnet.

## Geschichte
Der Judenburger Kreis entstand aus dem Viertel um Judenburg im Rahmen der Verwaltungsreform unter Maria Theresia ab 1748. Diese Reform, welche die frühere Einteilung der Steiermark in Viertel ablöste, wurde unter Graf Haugwitz eingeleitet und ab 1760 unter Graf Kaunitz fortgeführt. Seit Ende des 15. Jahrhunderts hatte die Steiermark fünf Viertel gezählt: Judenburg, Enns- und Mürztal (Brucker Viertel), Vorau (später Hartberg, mit Graz), das Viertel zwischen Mur und Drau und das Viertel Cilli südlich der Drau. Mit der Kreiseinteilung und ihren Ämtern war erstmals eine Verwaltungseinrichtung geschaffen, die zwischen den Verwaltungen der Grundherrschaften und der Regierungsebene lag. An seiner Spitze stand ein Kreishauptmann, der das Kreisamt mit Beamten führte.
Durch die Verwaltungsreform ab 1848 wurde der Kreis dem Brucker Kreis zugeschlagen.

## Lage
Der Judenburger Kreis lag im Nordwesten der Steiermark und umfasste das Murtal und die nördlich davon liegenden Gebiete bis zum Ennstal und in das steirische Salzkammergut bei Bad Aussee. Im Westen reichte der Kreis zum Lungau vor Tamsweg und Ramingstein, in seinem Osten lag das Gebiet von Admont und Johnsbach im Gesäuse und das Paltental. Im Judenburger Kreis lagen die niederen Tauern mit Ausnahme der Radstädter Tauern. Der Gebirgsübergang bei Hohentauern, das Glattjoch und der Sölkpass stellten die Verbindungen zwischen Enns- und Murtal her. Städte im Judenburger Kreis waren neben Judenburg Murau, Oberwölz, Knittelfeld und Rottenmann. Die Pfarrsprengel von St. Michael und St. Stefan ob Leoben, gehörten nicht mehr zum Kreis, sie waren vom früheren Judenburger Viertel zum Brucker Kreis gezogen wurden. Ein Streit um die Zugehörigkeit von Kraubath wurde ebenfalls zu Gunsten des Brucker Kreises entschieden. Sitz des Kreises war Judenburg.
Im Westen grenzte der Kreis an das damals selbstständige Erzbistum Salzburg, im Norden an das Erzherzogtum Ob der Enns, im Osten an den Brucker Kreis und (zunächst, bis 1783) der Marburger Kreis, danach der Grazer Kreis. Im Süden lag der Klagenfurter Kreis Kärntens. Diese Ausdehnung wurde bis zur Auflösung des Kreises im Zug der Verwaltungsreform ab 1848 beibehalten.
1788 wurden im Judenburger Kreis 95.773 Einwohner gezählt.

Das Gebiet des Judenburger Kreises vom 17. bis zum 19. Jahrhundert
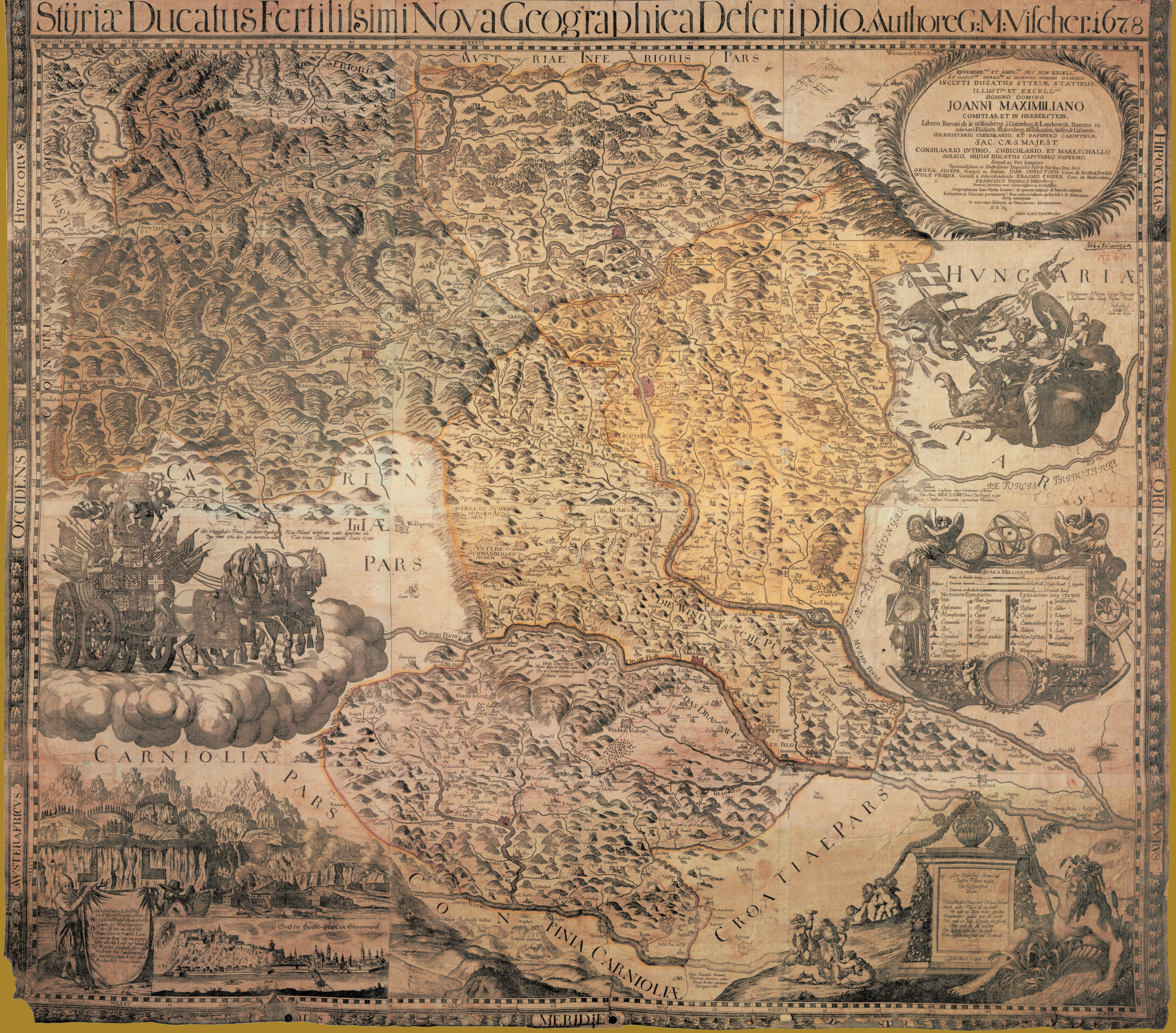
Das Judenburger Viertel der Steiermark 1678, Vorläufer des Kreises
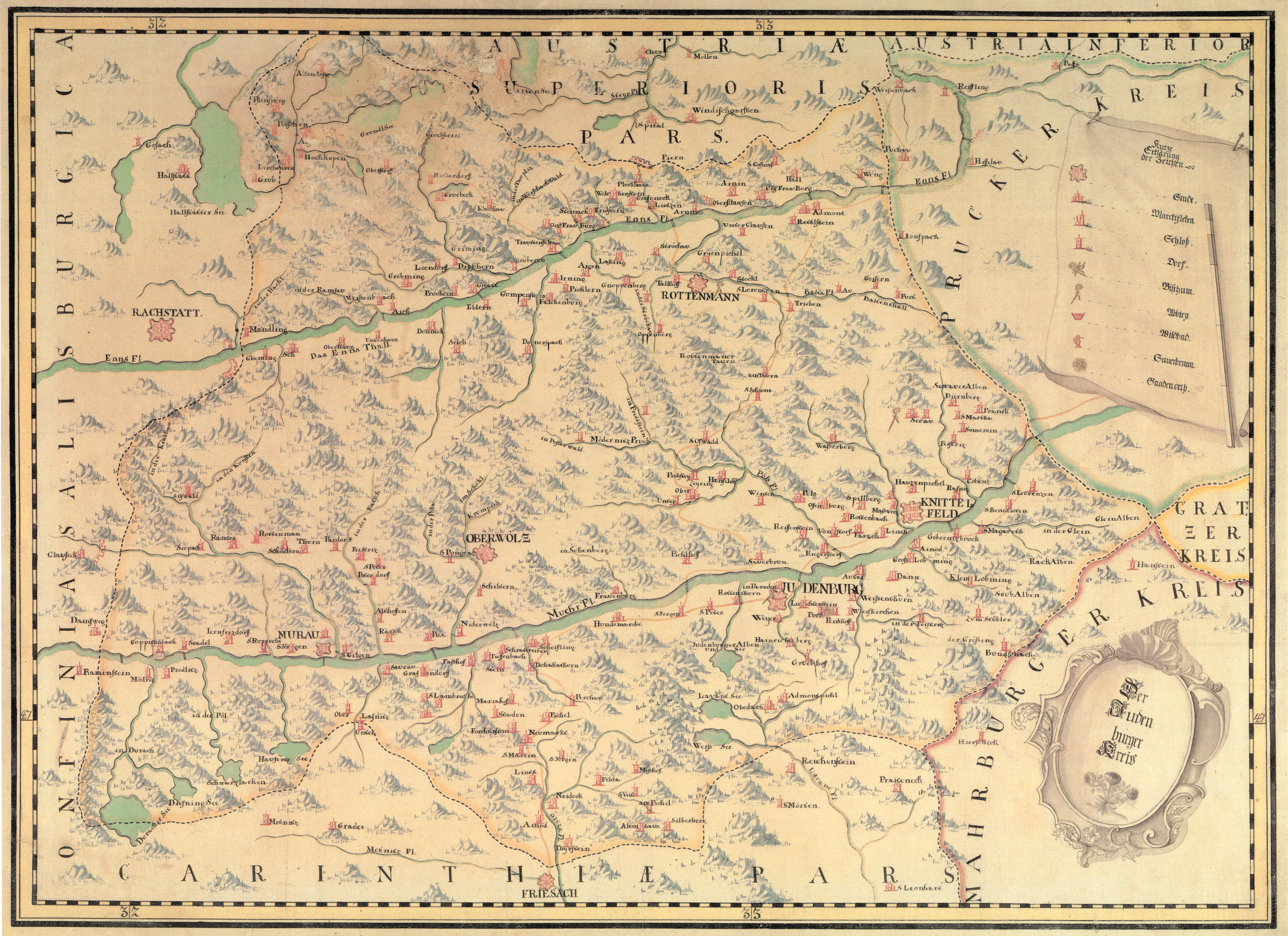
Der Judenburger Kreis um 1760
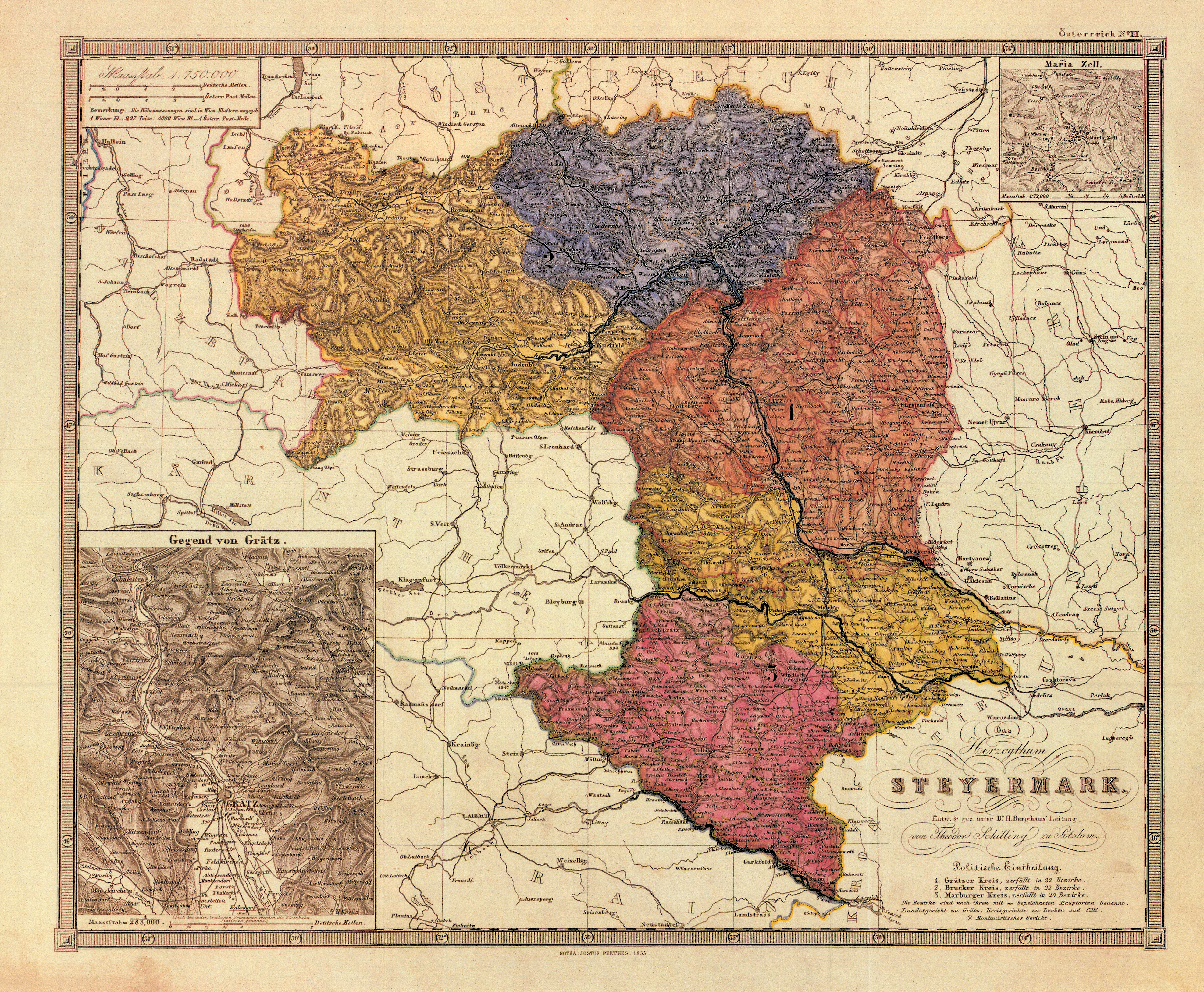
Der Judenburger Kreis im Nordwesten der Steiermark, 1855